# 류광식
류광식(柳光植, ? ~ 1221년)은 고려의 문관이다. 본관은 전주(全州)이며, 류신(柳伸)의 증손이다. 벼슬은 문하시랑(門下侍郞) 동중서문하평장사(同中書門下平章事)에 이르렀다. 시호는 대숙(戴肅)이다.

## 생애
남성시(南省試)에 합격하여 1178년(고려 명종 8년) 음서(蔭敍)로 양온서령동정(良醞署令同正)에 임명되었다. 이어 영암군판관(靈巖郡判官)이 되었는데 청렴하고 엄정히 다스렸으므로 향리들이 두려워하고 백성들은 존경했다.
여러 차례 승진해 참지정사(叅知政事)가 되었고, 1218년(고종 5) 중서시랑평장사(中書侍郞平章事)에 올랐다.
1221년(고려 고종 8년) 수태보(守太保) 개부의동삼사(開府儀同三司) 문하시랑(門下侍郞) 동중서문하평장사(同中書門下平章事) 판병부사(判兵部事)로 치사(致仕)하였다. 그가 죽자 사흘간 조회를 정지하고 대숙(戴肅)이라는 시호를 내렸다.

## 가족
- 증조부 : 류신(柳伸)
  - 아버지 : 류영재(柳英材, ? ~ 1170년)
- 외조부 : 조시언(趙時彦) - 합문지후(閤門祗侯)
- 외조모 : 남평 문씨(南平文氏) - 문하평장사(門下平章事) 문공원(文公元)의 딸
  - 어머니 : 횡천군대부인 조씨(橫川郡大夫人 趙氏, 1128년 ~ 1218년)[3]
  - 외삼촌 : 조영인(趙永仁) - 문하시중(門下侍中)
    - 부인 : 지추밀원사(知樞密院事) 곽양선(郭陽宣)의 셋째 딸
      - 아들 : 류유
      - 아들 : 류소(柳韶)
        - 손자 : 류능(柳能)